# Алея на звездите в Лодз
Алеята на звездите в Лодз е алея в град Лодз, Полша, на улица Пьотрковска, между ул. 6 Sierpnia и ул. Artur Rubinstein.
Създадена е по идея на актьора Ян Махулски през 1996 г. по подобие на холивудската Алея на славата. По четната страна на улицата (изток) са звездите на оператори и режисьори, а по нечетната — на актьори.

## Лауреати
- Ядвига Анджейевска – актриса
- Йежи Антчак – режисьор
- Станислав Барея – режисьор
- Йежи Босак – режисьор
- Збигнев Цибулски – актьор
- Александер Фогел – актьор
- Александер Форд – режисьор
- Януш Гайос – актьор
- Войчех Йежи Хас – режисьор
- Пьотр Хертел – композитор
- Йежи Ховман – режисьор
- Агнешка Холанд – режисьор
- Густав Холоубел – актьор
- Кристина Янда – актриса
- Стефан Ярач – актьор
- Кажимеж Карабаш – режисьор
- Йежи Кавалерович – режисьор
- Кжиштоф Кешльовски – режисьор
- Войчех Килар – композитор
- Хенрик Клуба – режисьор
- Едвард Клошински – оператор
- Богумил Кобела – актьор
- Марек Кондрат – актьор
- Мария Корнатовска – филмов критик
- Кжиштоф Ковалевски – актьор
- Войчех Крул – оператор
- Хенрик Кужниак – композитор
- Виктор Лешчински – режисьор
- Йежи Липман – оператор
- Тадеуш Ломницки – актьор
- Ян Махулски – актьор
- Юлиуш Махулски – режисьор
- Януш Майевски – режисьор
- Януш Моргенстерн – режисьор
- Роман Ман – сценограф
- Анджей Мунк – режисьор
- Пола Негри – актриса
- Леон Немчик – актьор
- Даниел Олбрихски – актьор
- Цезари Пазура – актьор
- Франчишек Печка – актьор
- Роман Полански – режисьор
- Анджей Пжедворски – сценограф
- Влоджимеж Пухалски – режисьор
- Войчех Пшониак – актьор
- Анатол Раджинович – сценограф
- Станислав Ружевич – режисьор
- Збигнев Рибчински – режисьор
- Ян Рибковски – режисьор
- Зигмунт Самошук – оператор
- Анджей Северин – актьор
- Пьотр Собочински – оператор
- Витолд Собочински – оператор
- Богуслав Сохнацки – актьор
- Владислав Старевич – пионер на анимираните филми
- Данута Шафларска – актриса
- Анджей Вайда – режисьор
- Станислав Вохл – оператор
- Йежи Вуйчик – оператор
- Тадеуш Вибулт – режисьор
- Йежи Теплиц – оператор, сценарист и режисьор
- Беата Тишкевич – актриса
- Збигнев Запашевич – актьор
- Кжиштоф Зануси – режисьор
- Збигнев Замаховски – актьор